# Стипе Миочић
Стипе Миочић (Јуклид, 19. август 1982) амерички је борац мешовитих борилачких вештина хрватског порекла, највећи тешкаш у УФЦ-у свих времена. Од 15. маја 2016. године он је УФЦ првак у тешкој категорији. На званичном вагању пре те борбе, рекао је „Борим се за Кливленд и своју Хрватску“. 20. јануара 2018. године постао је први УФЦ првак у тешкој категорији који је одбранио титулу 3 пута, што га је учинило најуспешнијим тешкашем у историји ММА. Висок је 193 цм и распон руку 203 цм. 

## Биографија
Стипе Миочић рођен је у Јуклиду, Охајо, 1982. године. Стипин отац, Бојан Миочић, рођен је у Ртини, Задарска жупанија, док је Стипина мајка, Кати, рођена у Цетинграду, Карловачка жупанија. Стипе је рођак легенде хрватског квиза Мирка Миочића, којег је уживо упознао 2014. године. Деда Стипе и Миркова мајка су први рођаци.
Стипе Миочић се на универзитету такмичио у неколико спортова: бејзболу, америчком фудбалу и рвању, у чему је био успешан у америчком универзитетском такмичењу. 

## Каријера у мешовитим борилачким вештинама
Као бивши првак у Златним рукавицама и шампион у рвању у НЦАА, Миочић је своје прве ММА борбе победио нокаутом. Затим се борио за НААФС титулу у тешкој категорији где је предао Бобија Брентса предајом након неколико снажних ниских удараца.